# Saint-Laurent-du-Mottay
Saint-Laurent-du-Mottay ([sɛ̃ loˈʁɑ̃ dy mɔˈtɛ] ) ist eine Ortschaft und ehemalige französische Gemeinde mit 751 Einwohnern (Stand: 1. Januar 2022) im Département Maine-et-Loire in der Region Pays de la Loire. Sie gehörte zum Arrondissement Cholet. Die Einwohner werden Laurentais und Laurentaises genannt.
Der Erlass des Präfekten vom 5. Oktober 2015 legte mit Wirkung zum 15. Dezember 2015 die Eingliederung von Saint-Laurent-du-Mottay als Commune déléguée zusammen mit den früheren Gemeinden La Pommeraye, Beausse, Botz-en-Mauges, Bourgneuf-en-Mauges, La Chapelle-Saint-Florent, Le Marillais, Le Mesnil-en-Vallée, Montjean-sur-Loire, Saint-Florent-le-Vieil sowie Saint-Laurent-de-la-Plaine zur Commune nouvelle Mauges-sur-Loire fest.

## Geografie

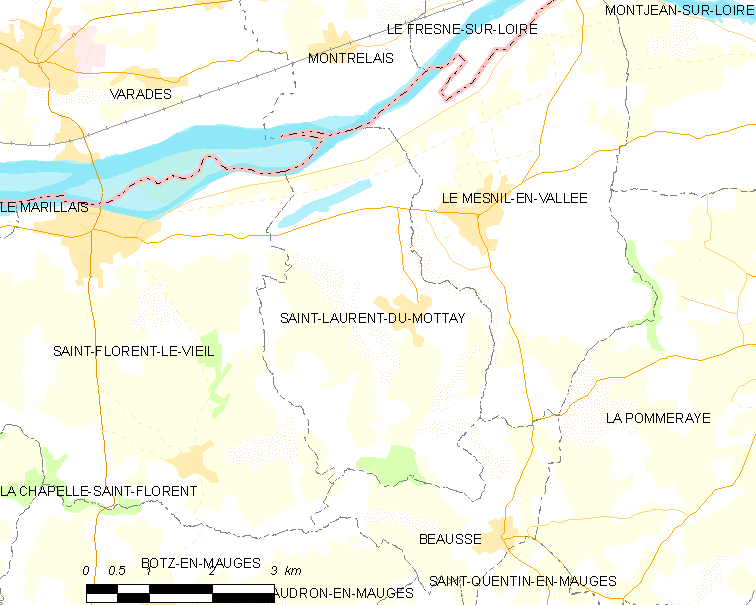
Karte von Saint-Laurent-du-Mottay

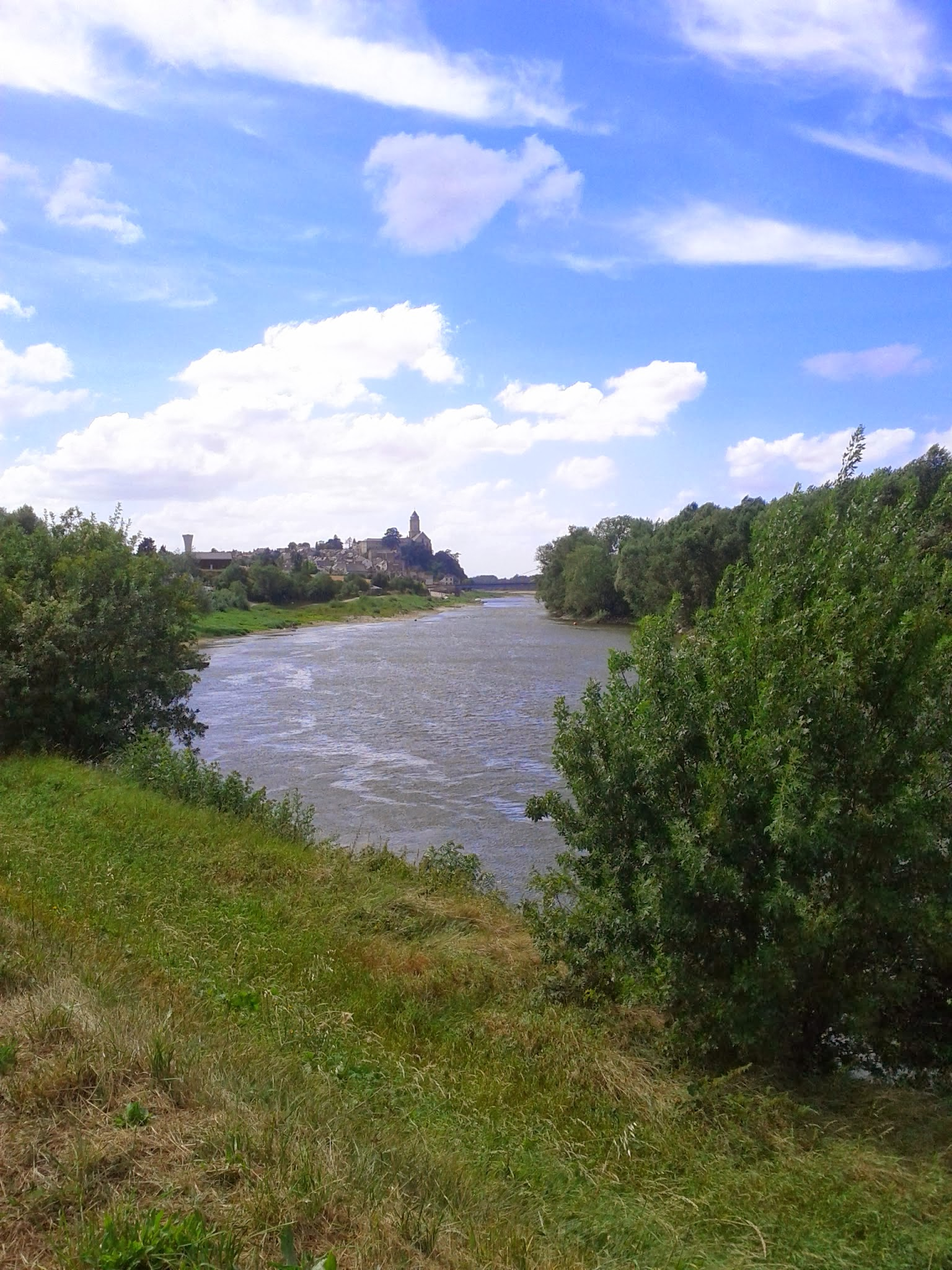
Die Loire bei Saint-Laurent-du-Mottay

Saint-Laurent-du-Mottay liegt etwa 33 Kilometer südwestlich von Angers, etwa 33 Kilometer nordnordwestlich von Cholet und etwa 48 Kilometer ostnordöstlich von Nantes an der Grenze zum benachbarten Département Loire-Atlantique. Der Ort befindet sich in der Région naturelle der Mauges, Teil der historischen Provinz des Anjou.
Aus geologischer Sicht befindet sich das Ortsareal im Norden auf Gesteinsschichten aus dem unteren Silur, im Süden auf metamorphem Gestein.
Das Ortsgebiet liegt am linken Ufer der Loire, die es im Norden begrenzt, und wird entwässert vom parallel zur Loire verlaufenden Flüsschen T(h)au, vom Ruisseau de Veillon, der es im Osten begrenzt, sowie von kleineren Fließgewässern. Das Bodenrelief ist relativ flach, von einer Höhe im Norden von 8 m an der Loire nach Süden hin ansteigend mit einer maximalen Erhebung von 137 m Höhe im äußersten Süden. Das Ortszentrum liegt etwa drei Kilometer von der Loire entfernt auf etwa 79 m Höhe.
Umgeben wird Saint-Laurent-du-Mottay von zwei Nachbargemeinden und zwei Communes déléguées von Mauges-sur-Loire:
| Loireauxence (Loire-Atlantique)           | Montrelais (Loire-Atlantique)               |                                        |
| Saint-Florent-le-Vieil (Mauges-sur-Loire) | Kompassrose, die auf Nachbargemeinden zeigt | Le Mesnil-en-Vallée (Mauges-sur-Loire) |
|                                           | Beausse (Mauges-sur-Loire)                  |                                        |

## Geschichte
Frühere Formen des Ortsnamens waren: Sanctus Laurentius de Moteio (1041), Ecclesia Sancti Laurentii (1046 und 1156), St-Laurent-du-Motail (1539), St-L.-du-Mottay, St L. du Motay (16. bis 18. Jahrhundert).
Im Weiler Le Grand Châtelier befand sich zweifellos ein römisches Landgut mit einem Mosaik. Eine bedeutende Römerstraße verlief im Norden von Saint-Laurent parallel zur Loire.
Die Kirche wurde 1041 vom Bischof von Nantes Gualtherus II. eingeweiht. Die Pfarrgemeinde gehörte zum Gebiet der Exemtion von Saint-Florent-le-Vieil. Saint-Laurent war Sitz eines Propstes der Abtei von Saint-Florent. Er war verantwortlich für die Verwaltung des Lehens in allen klösterlichen Aspekten. Der Seigneur von Saint-Florent war der Abt selbst. Zu Beginn der Französischen Revolution wurden das Haus und die Landparzelle des Probstes am 17. Februar 1791 als Nationalgut verkauft. Das Pfarrhaus folgte am 27. September 1796. Pfarrer und Vikar weigerten sich, den Treueid auf die Verfassung abzulegen und verließen die Pfarrgemeinde. Wie alle Gemeinden des Gebiets engagierte sich die Gemeinde am Aufstands der Vendée, dem Kampf der royalistisch-katholisch gesinnten Landbevölkerung gegen Repräsentanten und Truppen der Ersten Französischen Republik. Es scheint, dass die Höllenkolonnen die Gemeinde 1794 weitgehend verschont haben. Im Rahmen des Restaurationsversuchs der Herzogin von Berry plünderte am 11. Juni 1832 eine Gruppe Aufständischer das Haus des Bürgermeisters Liphard Desrosiers.

## Bevölkerungsentwicklung
| Saint-Laurent-du-Mottay: Einwohnerzahlen von 1793 bis 2020                                                                 | Saint-Laurent-du-Mottay: Einwohnerzahlen von 1793 bis 2020 | Saint-Laurent-du-Mottay: Einwohnerzahlen von 1793 bis 2020 | Saint-Laurent-du-Mottay: Einwohnerzahlen von 1793 bis 2020 | Saint-Laurent-du-Mottay: Einwohnerzahlen von 1793 bis 2020 |
| --- | ---------------------------------------------------------- | ---------------------------------------------------------- | ---------------------------------------------------------- | ---------------------------------------------------------- |
| Jahr |                                                            |                                                            |                                                            | Einwohner                                                  |
| 1793 | 1793                                                       |                                                            | 1.139                                                      | 1.139                                                      |
| 1800 | 1800                                                       |                                                            | 792                                                        | 792                                                        |
| 1806 | 1806                                                       |                                                            | 1.089                                                      | 1.089                                                      |
| 1821 | 1821                                                       |                                                            | 1.151                                                      | 1.151                                                      |
| 1831 | 1831                                                       |                                                            | 1.181                                                      | 1.181                                                      |
| 1836 | 1836                                                       |                                                            | 1.146                                                      | 1.146                                                      |
| 1841 | 1841                                                       |                                                            | 1.132                                                      | 1.132                                                      |
| 1846 | 1846                                                       |                                                            | 1.144                                                      | 1.144                                                      |
| 1851 | 1851                                                       |                                                            | 1.202                                                      | 1.202                                                      |
| 1856 | 1856                                                       |                                                            | 1.176                                                      | 1.176                                                      |
| 1861 | 1861                                                       |                                                            | 1.202                                                      | 1.202                                                      |
| 1866 | 1866                                                       |                                                            | 1.144                                                      | 1.144                                                      |
| 1872 | 1872                                                       |                                                            | 1.090                                                      | 1.090                                                      |
| 1876 | 1876                                                       |                                                            | 1.038                                                      | 1.038                                                      |
| 1881 | 1881                                                       |                                                            | 1.052                                                      | 1.052                                                      |
| 1886 | 1886                                                       |                                                            | 1.062                                                      | 1.062                                                      |
| 1891 | 1891                                                       |                                                            | 1.026                                                      | 1.026                                                      |
| 1896 | 1896                                                       |                                                            | 1.003                                                      | 1.003                                                      |
| 1901 | 1901                                                       |                                                            | 980                                                        | 980                                                        |
| 1906 | 1906                                                       |                                                            | 925                                                        | 925                                                        |
| 1911 | 1911                                                       |                                                            | 872                                                        | 872                                                        |
| 1921 | 1921                                                       |                                                            | 775                                                        | 775                                                        |
| 1926 | 1926                                                       |                                                            | 765                                                        | 765                                                        |
| 1931 | 1931                                                       |                                                            | 736                                                        | 736                                                        |
| 1936 | 1936                                                       |                                                            | 705                                                        | 705                                                        |
| 1946 | 1946                                                       |                                                            | 659                                                        | 659                                                        |
| 1954 | 1954                                                       |                                                            | 649                                                        | 649                                                        |
| 1962 | 1962                                                       |                                                            | 721                                                        | 721                                                        |
| 1968 | 1968                                                       |                                                            | 790                                                        | 790                                                        |
| 1975 | 1975                                                       |                                                            | 811                                                        | 811                                                        |
| 1982 | 1982                                                       |                                                            | 728                                                        | 728                                                        |
| 1990 | 1990                                                       |                                                            | 722                                                        | 722                                                        |
| 1999 | 1999                                                       |                                                            | 702                                                        | 702                                                        |
| 2006 | 2006                                                       |                                                            | 751                                                        | 751                                                        |
| 2013 | 2013                                                       |                                                            | 761                                                        | 761                                                        |
| 2020 | 2020                                                       |                                                            | 722                                                        | 722                                                        |
| Quelle(n): EHESS/Cassini bis 1999, INSEE ab 2006 Anmerkung(en): Ab 1962 offizielle Zahlen ohne Einwohner mit Zweitwohnsitz |                                                            |                                                            |                                                            |                                                            |

Der signifikante Bevölkerungsrückgang zwischen 1793 und 1800 ist den Ereignissen des Aufstands der Vendée geschuldet.

## Sehenswürdigkeiten
- Kirche Saint-Laurent, in der Mitte des 19. Jahrhunderts neu gebaut
- Haus des ehemaligen Propstes, errichtet im 16. Jahrhundert, der große Saal im Erdgeschoss ist seit 1968 als Monument historique klassifiziert, Fassaden und Dächer seit 1968 eingeschrieben.
- Ehemaliges Pfarramt, erbaut 1760
- Schloss La Barre
- Schloss La Houssaye

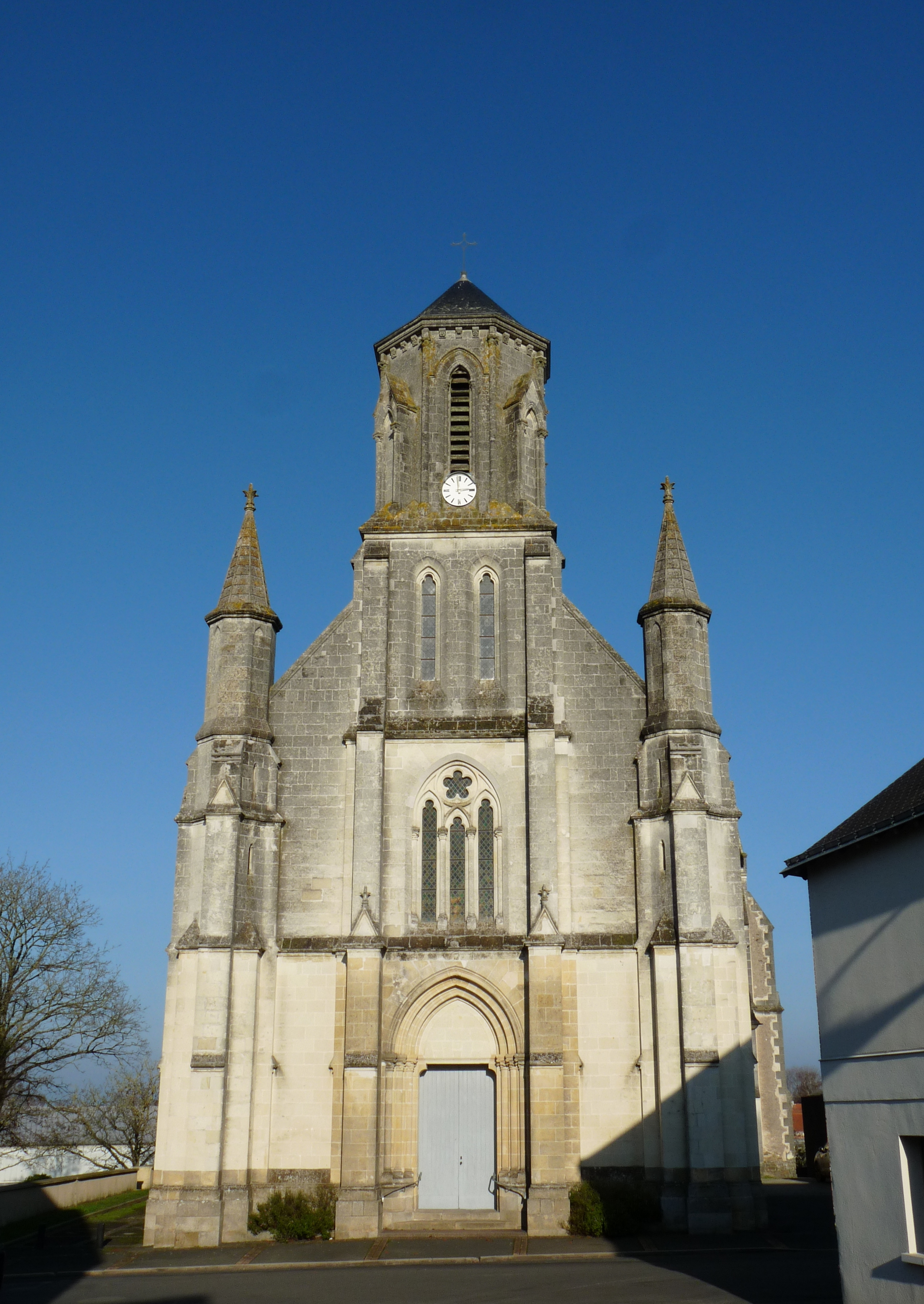
Kirche Saint-Laurent – Außenansicht
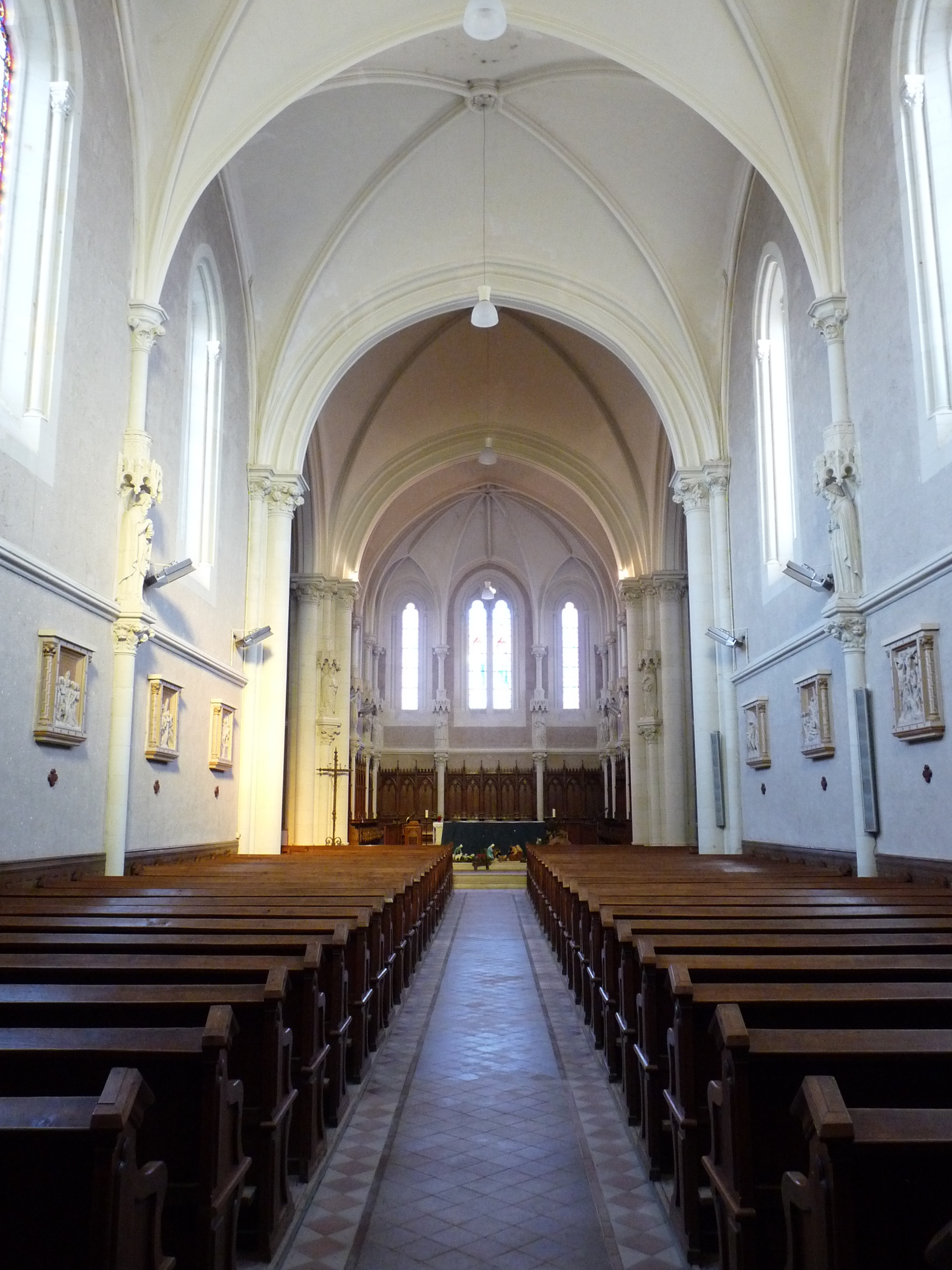
Kirche Saint-Laurent – Innenraum
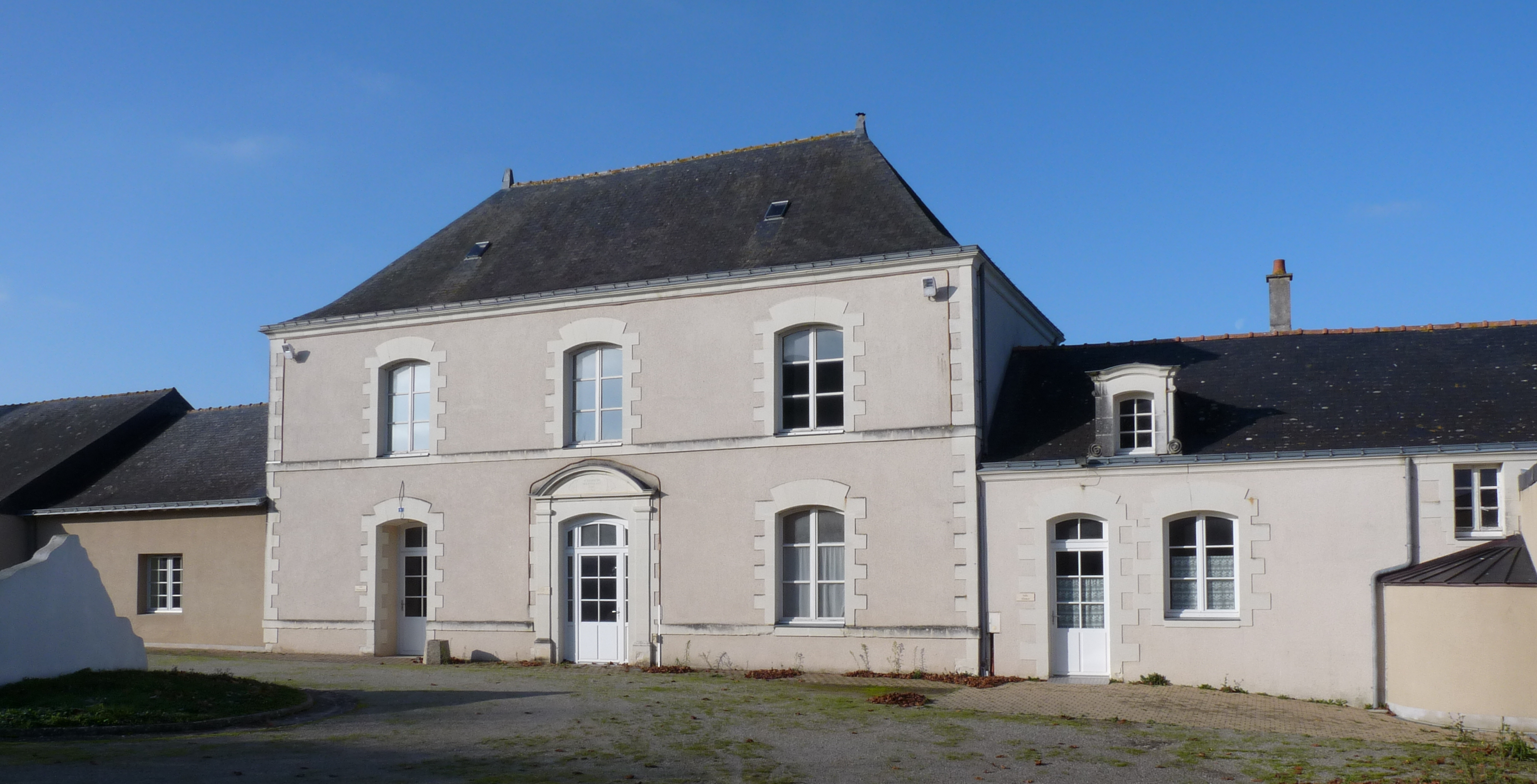
Ehemaliges Pfarramt